# Greenland

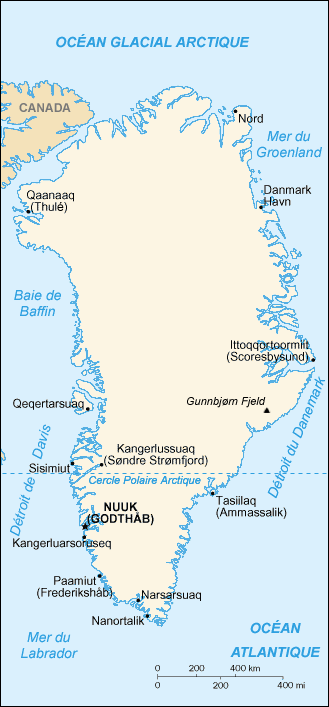
Grönland

Greenland (tiếng Greenland: Kalaallit Nunaat, nghĩa "vùng đất của con người"; tiếng Đan Mạch: Grønland, phiên âm tiếng Đan Mạch: Grơn-len, nghĩa "Vùng đất xanh") là một quốc gia tự trị thuộc Vương quốc Đan Mạch. Dù về địa lý và dân tộc đây là một đảo quốc Bắc cực liên kết với lục địa Bắc Mỹ và Canada nhưng về mặt chính trị và lịch sử thì Greenland có quan hệ mật thiết với châu Âu. Đại Tây Dương bao quanh Greenland ở phía đông nam; Biển Greenland ở phía đông; Bắc Băng Dương ở phía bắc; và Vịnh Baffin ở phía tây. Quốc gia nằm gần vùng này nhất là Canada, ở phía đông Greenland trong Đại Tây Dương và Canada ở phía tây bên kia Vịnh Baffin. Greenland là hòn đảo lớn nhất thế giới. Đây cũng là nơi có vườn quốc gia lớn nhất thế giới.
Khoảng 80% diện tích bề mặt Greenland bị băng bao phủ, được gọi là mũi băng Greenland, trọng lượng của băng đã nén vùng đất trung tâm lục địa hình thành nên một lòng chảo nằm thấp hơn 300 m [1.000 ft] dưới mực nước biển. Hầu như tất cả người dân Greenland đều sống dọc theo các vịnh hẹp (fjords) ở phía tây nam đảo chính, nơi có khí hậu ôn hoà hơn. Đa phần người dân Greenland là hậu duệ của cả người Kalaallit (Inuit) và Scandinavia và sử dụng tiếng Greenland (hay Kalaallisut) làm ngôn ngữ chính. Tiếng Greenland được hơn 50.000 người sử dụng, lớn hơn toàn bộ nhóm ngôn ngữ Eskimo-Aleut cộng lại. Một cộng đồng thiểu số Đan Mạch di cư tới đây nói tiếng Đan Mạch. Cả hai đều là ngôn ngữ chính thức, trong khi đó phương ngữ Greenland phía tây là hình thức chính thức của tiếng Greenland.
Hiện đang có cuộc tranh cãi ngoại giao về chủ quyền giữa Canada và Greenland (được đại diện trên trường quốc tế bởi Đan Mạch) về hòn đảo nhỏ Hans.
Greenland trở thành thuộc địa của Vương quốc Na Uy (Norgesveldet) từ năm 1261. Tuy nhiên, từ sau năm 1397, khi có Liên minh Kalmar, thì quyền kiểm soát Greenland trên thực tế dần dần rơi vào tay Vương quốc Đan Mạch và tới năm 1814 khi có Hòa ước Kiel thì Greenland hoàn toàn trở thành thuộc địa của Đan Mạch.
Tới ngày 5 tháng 6 năm 1953, khi Đan Mạch tu chính Luật căn bản (cũng gọi là Luật hiến pháp) thì Greenland được sáp nhập thành một amt (tương đương tỉnh hạt) của Đan Mạch. Sau cuộc trưng cầu ý dân năm 1978, Greenland được Quốc hội Đan Mạch (Folketing) biểu quyết Luật số 577 vào ngày 29 tháng 11 năm 1978 trao cho quyền tự trị. Luật bắt đầu có hiệu lực từ ngày 1 tháng 5 năm 1979. Nữ hoàng Đan Mạch, Margrethe II, vẫn là quốc trưởng của Greenland. Các cử tri Greenland đã lựa chọn tách khỏi Cộng đồng kinh tế châu Âu ngay sau khi được trao quyền tự trị.
Sau gần 300 năm dưới sự cai trị của Đan Mạch, Greenland đã tiến 1 bước dài trong việc độc lập với Đan Mạch. Cuộc trưng cầu dân ý năm 2008 nhằm đề nghị nhiều quyền hạn hơn từ phía Copenhagen đã được công nhận và có hiệu lực từ ngày 21 tháng 6 năm 2009. Đan Mạch vẫn giữ lại quyền kiểm soát tài chính, đối ngoại, quốc phòng nhưng sẽ giảm dần trợ cấp hàng năm và từ bỏ quyền kiểm soát tài nguyên thiên nhiên trên đảo. Người Greenland - hầu hết là người bản địa Inuit - sẽ được đối xử như người riêng biệt theo luật quốc tế. Tuy nhiên thời gian gần đây, Greenland đang phải đối mặt với nguy cơ bị Mỹ sáp nhập.

## Lịch sử
Dân cư nguyên thủy của Greenland xuất xứ từ vùng Trung Á, nơi các bộ tộc Eskimo tức người Inuit di chuyển bằng đường bộ qua eo biển Bering, qua Alaska rồi đi tiếp tới các đảo ở phía bắc Canada. Từ đó họ đã đi bộ qua eo biển hẹp tới vùng Thule khoảng năm 2.500 trước Công nguyên (vùng mà nhà thám hiểm Hy Lạp Pytheas đặt tên cho một hòn đảo mà ông ta đã đặt chân lên khoảng năm 330-320 TCN, không biết đích xác nơi nào, dường như là Iceland hay quần đảo Faroe hay Greenland hay Hålogaland (miền bắc Na Uy). Những người nhập cư đầu tiên này được xem là thuộc nền văn hóa Independence I, theo tên địa điểm mà các di tích khảo cổ đã được tìm thấy.
Tới khoảng năm 1.600 TCN, có một đợt dân nhập cư tới cư ngụ ở dọc theo bờ biển phía tây, thuộc nền văn hóa Saqqaq. Họ sống tại đây trong khoảng 1.000 năm, sau đó dường như họ không chịu nổi sự biến đổi khí hậu nữa.
Sau đó tới nhóm người thuộc nền văn hoá Dorset (văn hoá Paleo-Eskimo) ở thời tiền sử nhập cư vào khu bờ biển phía đông và phía tây, và nền văn hoá này đã biến mất vào khoảng năm 200. Ngày nay còn nhiều di tích khảo cổ tại các nhà bảo tàng địa phương ở Greenland. Từ đó về sau, dường như không hề có người sinh sống trên hòn đảo này trong 8 thế kỷ.
Những nông dân Iceland dưới sự lãnh đạo của Erik Đỏ (Eirik Raude) tới Greenland vào khoảng năm 982. Họ đã lập ra ba khu định cư ở Brattahlid gần mũi cực tây nam hòn đảo, và chính họ đã đặt tên cho đảo là Grønland (Greenland). những nơi này đã phát triển nhanh chóng trong vài thế kỷ sau đó, và đã biến mất sau hơn 450 năm có người sinh sống.
Đợt dân nhập cư cuối cùng xảy ra khoảng năm 1.200 và những di dân này là tổ tiên của dân cư Greenland hiện nay.
Thời ấy, các vịnh hẹp (fjords) ở phần phía nam hòn đảo có hệ động thực vật phát triển và khí hậu ấm hơn, có lẽ vì thế nó được gọi là Giai đoạn ấm Trung Cổ. Các cộng đồng xa xôi đó đã phát triển, và sinh sống bằng việc đồng áng, săn bắn cũng như buôn bán với mẫu quốc. Dường như những người tới định cư sống khá hoà thuận với người Inuit, họ đã di cư về phía nam từ các đảo Bắc Cực của Bắc Mỹ từ khoảng năm 1200. Năm 1261, Greenland trở thành thuộc địa của Vương quốc Na Uy. Tới lượt mình Na Uy lại tham gia vào Liên minh Kalmar năm 1397 và sau này là Liên minh Đan Mạch-Na Uy.
Sau gần năm trăm năm, những người định cư Scandinavia đã biến mất, có lẽ vì nạn đói trong thế kỷ 15 ở thời Băng hà nhỏ, khi các điều kiện khí hậu trở nên khắc nghiệt hơn, và tiếp xúc với Châu Âu bị gián đoạn. Xương cốt thời kỳ này được tìm thấy ngày nay cho thấy những bằng chứng ủng hộ điều đó. Một số người tin rằng những người định cư đã biến mất vì bệnh dịch hạch hay bị người Inuit tiêu diệt. Các nhà sử học đã chỉ ra rằng những tên cướp biển người Basque hay người Anh hay những kẻ buôn bán nô lệ từ Bờ biển Barbary đã góp phần vào sự biến mất của những cộng đồng tại Greenland.
Năm 1721, mục sư người Na Uy gốc Đan Mạch Hans Egede, được vua Frederik IV của Đan Mạch phái tới Greenland để tìm các cư dân Bắc Âu, nhưng không thấy, mà chỉ gặp dân Inuit, ông ta bắt đầu truyền giáo, khiến họ cải sang Kitô giáo. Hans Egede đặt nền móng cho thành phố Nuuk (nay là thủ phủ của Greenland), vừa truyền giáo vừa buôn bán nhân danh vua Đan Mạch.
Đan Mạch-Na Uy tái xác nhận tuyên bố chủ quyền của họ với thuộc địa này năm 1721. Các mối quan hệ của hòn đảo với Na Uy trở nên xấu đi sau Hòa ước Kiel năm 1814, theo đó Thuỵ Điển giành được quyền kiểm soát toàn bộ nước Na Uy trong khi Đan Mạch giữ lại toàn bộ quyền sở hữu những vùng bên ngoài (thời ấy gồm các lãnh thổ nhỏ tại Ấn Độ, Tây Phi và Tây Ấn, cũng như Quần đảo Faroe, Iceland và Greenland.
Na Uy chiếm và tuyên bố chủ quyền nhiều phần (khi ấy không có người ở) ở phía Đông Greenland còn gọi là Erik the Red's Land vào tháng 7 năm 1931, cho rằng đó là Vùng đất không thuộc chủ quyền của một bên nào (Terra nullius). Na Uy và Đan Mạch đã đồng ý giải quyết vấn đề tại Toà án luật pháp quốc tế năm 1933, toà xử Na Uy thua cuộc.
Trong Chiến tranh thế giới thứ hai, Greenland là một trạm trung chuyển hàng không quan trọng của phe Đồng Minh, để chở hàng tiếp liệu từ Hoa Kỳ sang Anh. Các nguồn tiếp liệu từ Đan Mạch bị cắt đứt từ ngày 9 tháng 4 năm 1940 khi Đan Mạch bị Đức chiếm đóng, và Greenland tự quản lý các công việc của mình. Nhờ có cryolite khai thác ở mỏ Ivigtut, Greenland có khả năng chi trả cho những mặt hàng mua từ Hoa Kỳ và Canada. Trong chiến tranh hệ thống chính phủ đã thay đổi. Eske Brun là thủ hiến và người cai trị hòn đảo thông qua một điều luật năm 1925 liên quan tới việc quản lý hòn đảo khi, dưới những trường hợp đặc biệt, các vị thủ hiến không thể nắm quyền kiểm soát. Vị thủ hiến khác, Aksel Svane, được phái tới Hoa Kỳ với tư cách lãnh đạo uỷ ban cung cấp Greenland. Đơn vị tuần tra Sirius Patrol, canh gác các bờ biển phía đông bắc Greenland sử dụng các xe chó kéo, đã phát hiện và phá huỷ nhiều trạm dự báo thời tiết của Đức, khiến Đan Mạch có được một vị trí tốt hơn trong giai đoạn hỗn loạn thời hậu chiến.
Tới tận năm 1940, Greenland vẫn là một xã hội được bảo vệ và vì vậy cũng là một xã hội biệt lập. Chính phủ Đan Mạch, cai quản thuộc địa Greenland, tin rằng xã hội này sẽ phải đối mặt với sự khai thác từ thế giới bên ngoài, thậm chí là bị diệt chủng nếu được mở cửa. Dù trong Chiến tranh thế giới thứ hai, ở Greenland đã phát triển một tinh thần tự cường trong giai đoạn tự quản lý và thông tin độc lập với thế giới bên ngoài.
Tuy nhiên, năm 1946 một uỷ ban (với sự tham gia của hội đồng cấp cao nhất của Greenland) đề xuất sự kiên nhẫn và không đưa ra những sửa đổi quá triệt để với hệ thống này. Hai năm sau, bước đầu tiên nhằm tiến tới một chính phủ ở Greenland được khởi động khi một uỷ ban quan trọng được thành lập. Năm 1950 bản báo cáo (G-50) được đệ trình. Greenland muốn trở thành một xã hội hiện đại và thịnh vượng với Đan Mạch vừa là hình mẫu, vừa là nước đỡ đầu. Năm 1953 Greenland trở thành một lãnh thổ bình đẳng bên trong Cộng đồng Vương quốc Đan Mạch (Rigsfælleskab).
Năm 1979, Greenland được trao thể chế tự trị.
Sau ba thế kỷ là một phần lãnh thổ của Đan Mạch, ngày 21 tháng 6 năm 2009, Greenland chính thức tiếp quản quyền điều hành lực lượng cảnh sát và tòa án của hòn đảo cùng với việc tiếp quản này, chính quyền đảo Greenland sẽ được thu phần lớn hơn trong việc khai thác nguồn tài nguyên thiên nhiên tại đảo và được luật pháp quốc tế đối xử như một thực thể độc lập với ngôn ngữ chính thức là tiếng Kalaallisut chứ không còn là tiếng Đan Mạch.

## Khí hậu

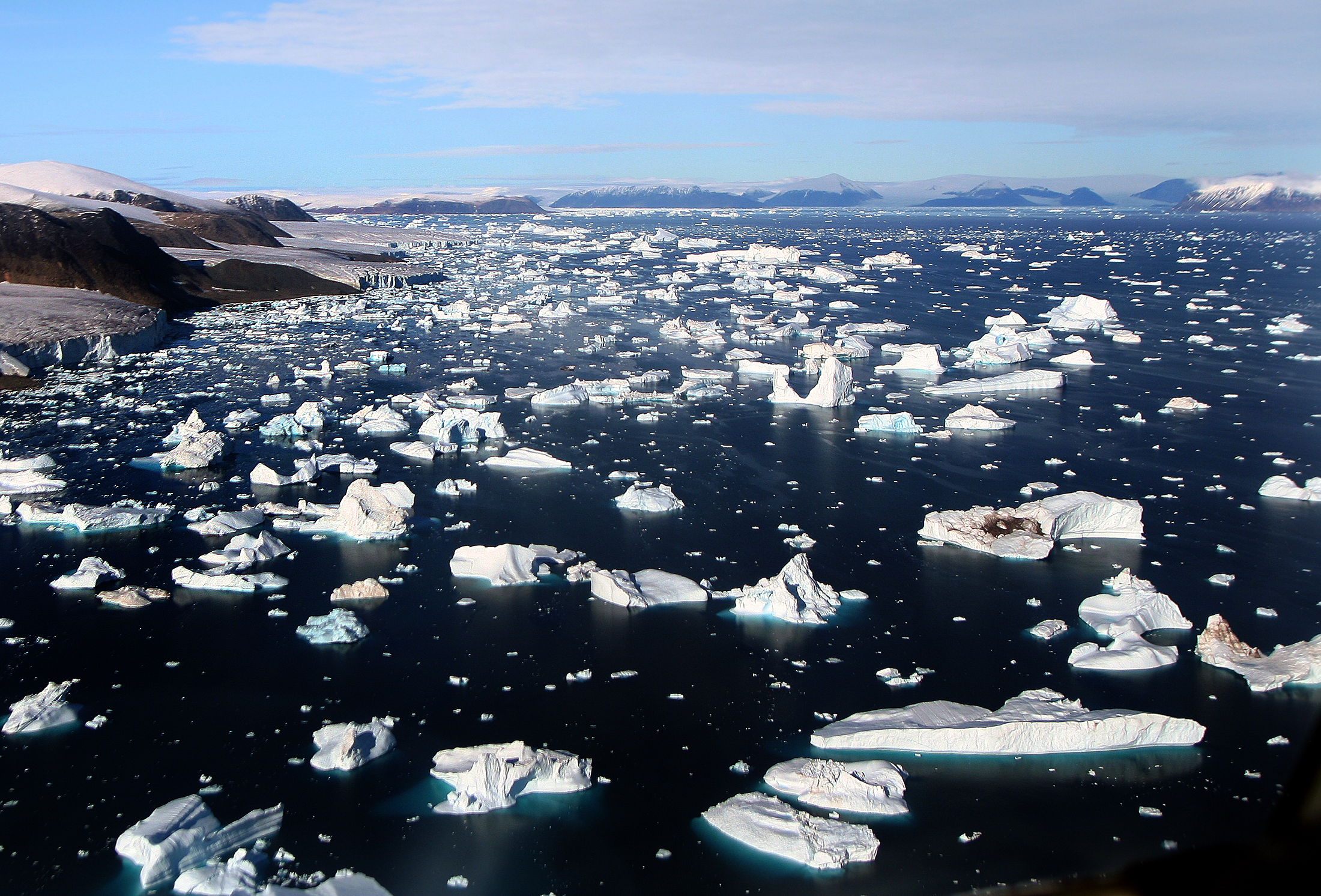
Băng tan

Greenland thuộc khu vực khí hậu Bắc cực. Nhiệt độ trung bình của tháng nóng nhất trong năm không vượt quá +10 °C. Có sự cách biệt về khí hậu giữa miền Bắc và miền Nam, và giữa các vùng bờ biển với vùng sâu trong nội địa. Biển khơi cũng tác động tới khí hậu, làm cho không khí mùa hè mát hơn, trong khi mùa đông lại ấm hơn. Bởi vậy, ở dọc bờ biển phía Nam thì mùa đông ấm hơn và mùa hè mát hơn, trong khi ở dọc bờ biển phía Bắc thì mùa hè mát và mùa đông lạnh.
Nếu so sánh nhiệt độ ở Sisimiut nằm ở bờ biển, với nhiệt độ ở Kangerlussuaq nằm trong đất liền cách bờ biển 150 km, ở cùng một vĩ độ, thì có sự chênh lệch khá lớn. Vào tháng 1 năm 2003, nhiệt độ trung bình ở Sisimiut là -7,2 °C, ở Kangerlussuaq là -12,4 °C. Vào tháng 7 năm 2003, nhiệt độ trung bình ở Sisimiut là +7,1 °C, ở Kangerlussuaq là +11,4 °C.
Lượng nước mưa và tuyết rơi cũng rất khác biệt. Ở miền Nam, lượng mưa rơi hàng năm từ khoảng 800 mm tới 1.400 mm. Xa hơn về phía Bắc và sâu vào nội địa thì lượng mưa giảm đáng kể. Ở các vùng này, lượng mưa hàng năm dưới 200 mm, trong khi ở một vài nơi cá biệt như Peary Land thì lượng mưa không đáng kể, và khu vực đó có thể được gọi là sa mạc Bắc cực.
Độ dài của ngày cũng khác nhau trên nhiều địa phương, tùy theo mùa. Nanortalik ở miền Nam và Nuuk ở miền Trung, nằm ở phía nam của Vòng cực (polar circle), không có Ban ngày vùng cực (midnight sun) và Ban đêm vùng cực (polar night). Càng lên xa hơn về phía Bắc thì có 2 thời kỳ. Ở Ilulissat, phía bắc của Vòng Bắc Cực, có thời gian khoảng 2 tháng có Mặt trời nửa đêm, ở Upernavik có 3 tháng và ở Qaanaaq có Mặt Trời nửa đêm gần 4 tháng

## Chính trị

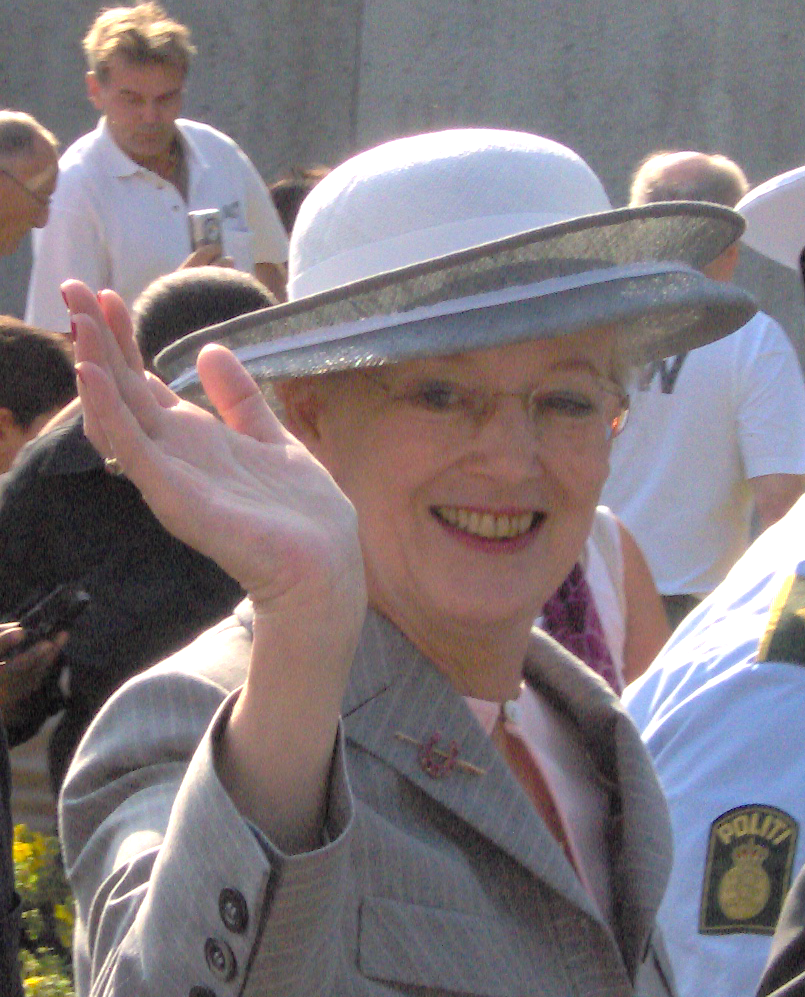
Nữ hoàng Margrethe II, năm 2005

Lãnh đạo Nhà nước Greenland là Vua Đan Mạch, hiện là Quốc vương Frederik X. Chính phủ của Quốc vương tại Đan Mạch chỉ định một Rigsombudsmand (Cao uỷ cao cấp) đại diện cho nhà vua Đan Mạch.
Nghị viện Greenland gồm 31 thành viên, được bầu với nhiệm kỳ 4 năm. Nghị viện họp mỗi năm từ 2 tới 4 kỳ. Các lĩnh vực đối ngoại, quốc phòng, an ninh, tòa án, tiền tệ và nguyên liệu trong lòng đất do chính quyền Greenland giải quyết.
Ngoài ra Greenland 2 đại biểu trong Đoàn đại biểu Đan Mạch tại Hội đồng Bắc Âu.
Greenland không thuộc Liên minh châu Âu (đã rời khỏi tổ chức tiền thân của Liên minh châu Âu là Cộng đồng châu Âu năm 1985), dù Đan Mạch là một thành viên của tổ chức này.

## Địa lý

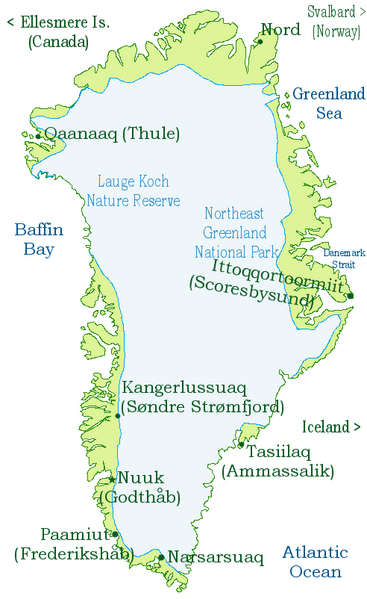
Bản đồ Greenland

Greenland nằm trải dài trên 24 vĩ độ, từ mũi Uummannarssuaq (tiếng Đan Mạch: Kap Farvel, tiếng Anh: Cap Farewell) cực nam ở 59°46' độ vĩ bắc (ngang Oslo) tới đảo Inuit Qeqertaat (tiếng Đan Mạch: Kaffeklubben) ở 83°40' độ vĩ bắc. Đảo có chiều dài 2.650 km và rộng khoảng 1.000 km, nằm cách Bắc cực 710 km, là lãnh thổ cực bắc của Trái Đất.
Greenland có biên giới phía nam là Đại Tây Dương, phía bắc là biển Lincoln và biển Wandels (cả hai biển này đều nằm trong Bắc Băng Dương), phía tây là eo biển Davis và vịnh Baffin, phía tây bắc là eo biển Smith và eo biển Nares, phía đông là biển Greenland và eo biển Đan Mạch, cách Iceland 240 km.

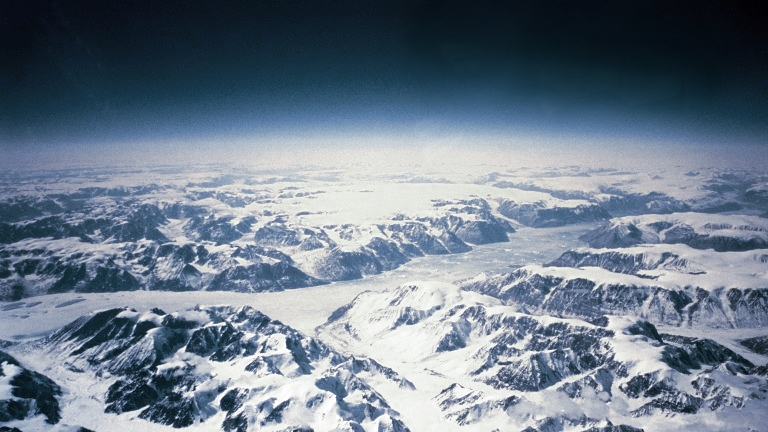
Bờ biển đông nam Greenland.

Tổng diện tích Greenland là 2.166.086 km² (836.109 dặm vuông), trong đó Phiến băng Greenland bao phủ 1.755.637 km² (677.676 dặm vuông) (81%), chỉ có 410.449 km² diện tích là không có băng bao phủ (19%). Điểm cao nhất là núi Gunnbjørn ở phía đông, cao 3.693 mét. Đường bờ biển Greenland dài 44.087 km, khoảng bằng chiều dài chu vi xích đạo Trái Đất.
Trọng lượng to lớn của phiến băng Greenland với chiều cao 3.000 mét đã nén vùng đất trung tâm, hình thành nên một lòng chảo nằm thấp hơn 300 m [1.000 feet] dưới mực nước biển, đồng thời cũng ép các khối băng dư thừa ra biển thành những núi băng trôi lớn hay nhỏ. Năm 1912, tàu Titanic đã đụng phải một trong các núi băng này.
Toàn bộ thị trấn và khu định cư ở Greenland nằm dọc theo bờ biển không bị băng bao phủ, dân số tập trung ở bờ biển phía tây. Vùng phía đông bắc Greenland, gồm các khu vực Bắc Greenland và Đông Greenland, không phải là một phần của bất cứ khu vực tự trị nào, đây là nơi có vườn quốc gia lớn nhất thế giới, Vườn quốc gia đông bắc Greenland. Xem Các vùng của Greenland.
Ít nhất có bốn trạm và trại thám hiểm khoa học ở phần trung tâm bị băng bao phủ của Greenland (được thể hiện bằng màu xanh nhạt trên bản đồ bên phải) là: Eismitte, Băng Bắc, Trại Bắc GRIP, Raven Skiway. Hiện nay, có một trạm thường trú cả năm là Summit Camp, được thành lập năm 1989. Đài phát thanh Jørgen Brøndlund Fjord cho tới tận năm 1950, là trạm xa nhất về phía cực bắc trên thế giới.

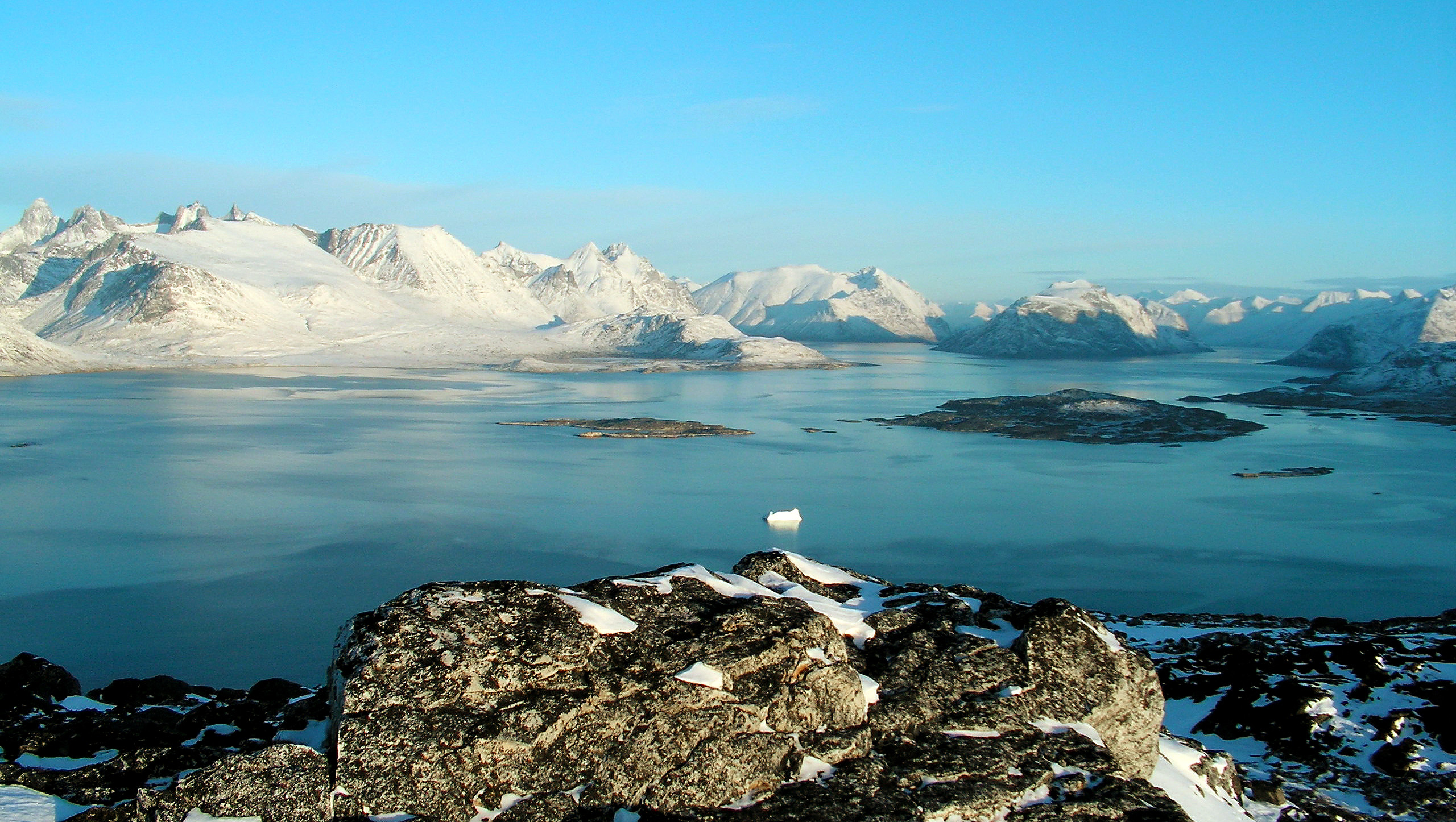
Một cảnh điển hình phía Nam Greenland, gần Nanortalik, nơi có nhiều fjord và núi non. Chú ý núi băng trôi nhỏ cận cảnh

Vùng xa nhất phía bắc Greenland là Peary Land, nơi đây không bị băng bao phủ bởi vì không khí quá khô để tuyết, yếu tố chủ chốt để hình thành và duy trì các phiến băng, xuất hiện. Nếu phiến băng Greenland tan chảy hoàn toàn, mực nước biển sẽ tăng thêm hơn 7 m (23 feet) và Greenland có lẽ sẽ trở thành một quần đảo.
Trong khoảng 1989 và 1993, các nhà nghiên cứu khí hậu Hoa Kỳ và châu Âu đã khoan vào đỉnh phiến băng Greenland, thu được hai lõi băng dài hai dặm (3.2 km). Phân tích các lớp và thành phần lõi băng cho thấy đã có một sự thay đổi khí hậu lớn ở Bắc Bán Cầu từ khoảng 100.000 năm trước chứng minh rằng thời tiết và khí hậu Trái Đất đã thay đổi nhanh chóng từ trạng thái có vẻ rất ổn định tới một trạng thái khác hẳn, gây ra những hậu quả trên khắp thế giới. Các băng hà Greenland cũng góp phần làm tăng mực nước biển nhanh chóng hơn so với điều chúng ta từng tin tưởng trước đây.
Tháng 2 năm 2006 các nhà nghiên cứu đã báo cáo rằng các băng hà ở Greenland đang tan ra với tốc độ nhanh gấp hai lần so với năm năm trước đây. Năm 2005, lượng băng tan hàng năm được ước tính khoảng 216 km³/năm (52 dặm khối mỗi năm), theo các tính toán hấp dẫn vệ tinh. Trong khoảng 1991 và 2006, việc kiểm tra thời tiết tại một địa điểm (Trại Thuỵ Sĩ) đã thấy rằng nhiệt độ trung bình mùa đông đã tăng gần 10 độ fahrenheit.
Năm 2020, theo nghiên cứu mới nhất được NASA công bố thì ẩn mình dưới lớp băng dày ở Greenland có tới 56 hồ nước ngầm.

## Kinh tế
Đầu thập niên 1990 kinh tế Greenland rơi vào cảnh nợ nần nhưng từ năm 1993 nền kinh tế đã có bước cải thiện. Chính phủ tự trị Greenland (GHRG) đã theo đuổi chính sách thuế chặt chẽ từ cuối thập niên 1980 giúp tạo ra thặng dư trong ngân sách công cộng và tỷ lệ lạm phát thấp. Từ năm 1990, Greenland đã bị thâm hụt thương mại nước ngoài sau khi đóng cửa những mỏ chì và kẽm còn hoạt động năm 1990. Greenland hiện nay phụ thuộc nhiều vào công nghiệp đánh bắt hải sản, chế biến và xuất khẩu cá, tôm các loại, chiếm tới 90% tổng giá trị xuất cảng, là ngành mang lại nguồn thu lớn nhất.
Dù đã tái khởi động các hoạt động khai thác hydrocarbon và khoáng chất nhưng cần có nhiều năm nữa hiệu quả của nó mới thật sự đạt được. Du lịch là lĩnh vực duy nhất đã phát triển gần mức tới hạn của tiềm năng và thậm chí còn bị hạn chế vì mùa ngắn và chi phí cao. Việc sản xuất và buôn bán phần lớn do các xí nghiệp quốc doanh nắm giữ như hãng Royal Greenland (chế biến hải sản), KNI (hãng mậu dịch bán sỉ và bán lẻ), hãng điện thoại Tele Greenland, Royal Artic Line, Artic Umiaq Line và 37,5% của Air Greenland. Các hãng này đóng vai trò chủ chốt trong nền kinh tế Greenland.
Khoảng một nửa số chi phí công cộng do Chính phủ Đan Mạch tài trợ mỗi năm, bằng một khoản trợ cấp cả mớ (block grant), trong đó có khoản trợ cấp của Liên minh châu Âu và khoản thu từ bán môn bài đánh bắt cá là 280 triệu krone Đan Mạch/năm. Khoản trợ cấp này của năm 2007 là 3 tỷ 202,1 triệu krone Đan Mạch. Các chi phí hàng năm của chính phủ tự trị khoảng 6 tỷ krone Đan Mạch. Đây là khoản đóng góp quan trọng vào tổng sản phẩm quốc nội. GDP trên đầu người tương đương với các nền kinh tế yếu kém ở châu Âu.

## Hành chính
Greenland được chia thành 3 miền: miền Bắc, miền Đông và miền Tây. Về hành chính, Greenland chia thành 18 kommune (tương đương thị xã hay xã nông thôn). Các kommune này được tự trị ngay từ năm 1975, trước khi Greenland được tự trị, và hợp thành Hiệp hội kommune (tiếng Grenland: Kalaallit Nunaanni Kommuneqarfiit Katuffiat, viết tắt là KANUKOKA)
Các khu vực không chia thành kommune gồm có:
- Vườn quốc gia Greenland, rộng khoảng 972.000 km², bao gồm toàn bộ miền Đông Bắc
- Đảo Franklin, đảo ở giữa của 3 đảo nằm trong Kênh Kennedy, giữa Greenland và Đảo Ellesmere
- Đảo Crosier, đảo cực nam trong 3 đảo nằm trong Kênh Kennedy
- Đảo Inuit Qeqertaat (tiếng Đan Mạch: Kaffeklubben)
- Đất của Eirik Raude, nay là Đất của vua Christian X
- Căn cứ không quân Thule của Hoa Kỳ ở Pituffik
- Peary Land
- Ikerasassuaq, phía đông Cap Farewell

Có khoảng 47.000 dân cư ngụ tại 18 thành phố và 9.648 người cư ngụ tại 60 thôn làng, phần lớn nằm ở bờ biển phía tây. Chỉ có khoảng 3.500 dân cư ngụ tại miền đông, trong 2 thành phố và 9 thôn làng. Việc tập trung dân số hiện nay đã khiến cho nhiều thôn nhỏ không còn người cư ngụ quanh năm (chỉ cư ngụ trong mùa hè và mùa thu v.v.)
Tiếng Greenland là ngôn ngữ chính thức tại hòn đảo này, ngoài ra tiếng Đan Mạch và Tiếng Anh đều là các ngôn ngữ được người dân ở đây sử dụng nhưng chỉ chủ yếu tại các thành phố lớn và thủ đô Nuuk.

## Dân cư
Phần lớn dân ở Greenland là người Inuit. Có một nhóm thiểu số là người châu Âu, khoảng 12%, phần lớn là người Đan Mạch, 90% các người này cư ngụ ở thủ phủ Nuuk và 10% ở các thành phố lớn phía tây khác. Cách đây 140 năm, có một đợt dân nhập cư từ Canada.

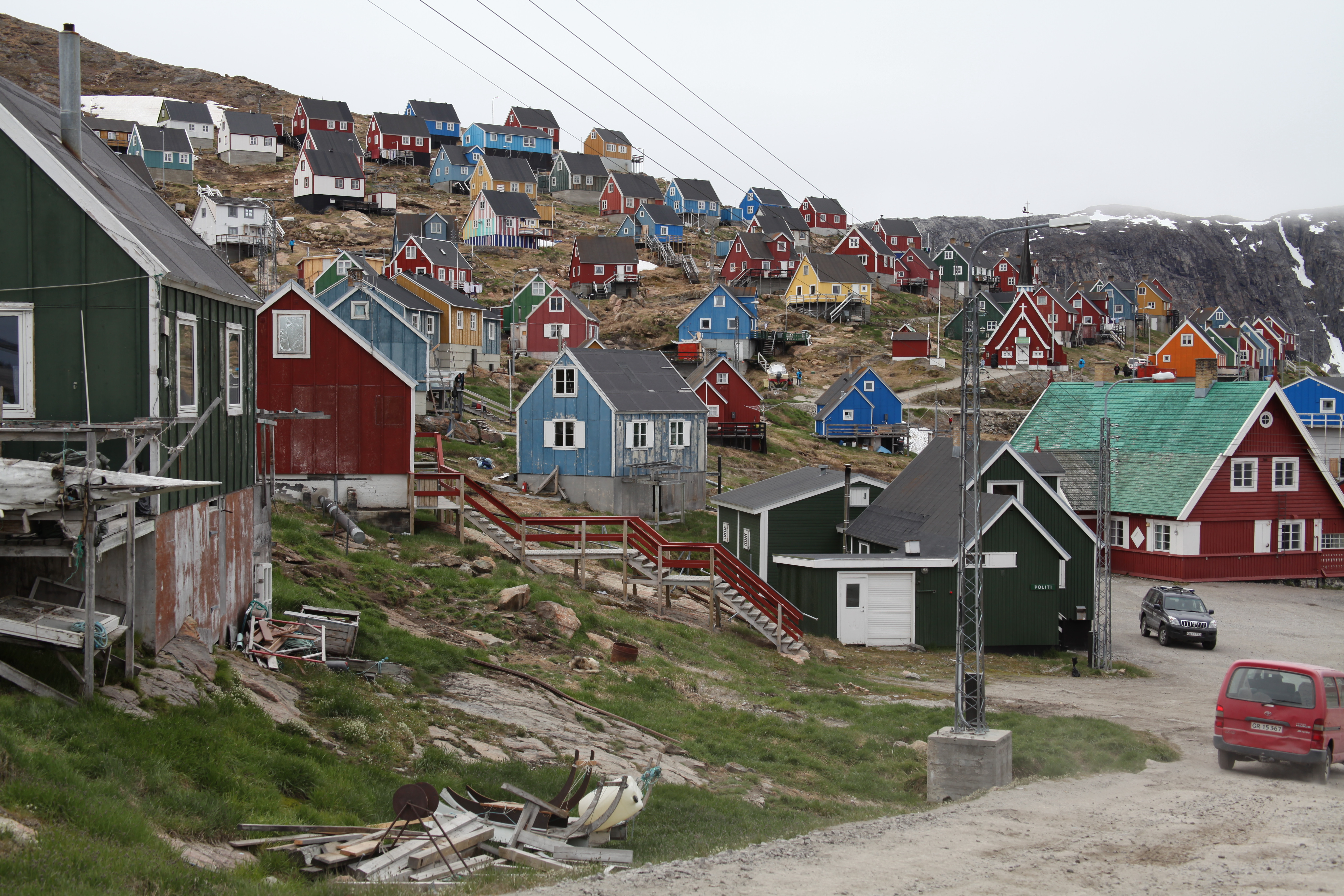
Những ngôi nhà đầy màu sắc tại Upernavik, Greenland

Trong năm 2004, tổng số dân Greenland là 56.854 người, mật độ 0,14/km² ở các vùng không bị băng bao phủ. 91% dân cư ngụ ở bờ biển phía Tây, 1,6% ở phía Bắc và 6,3% ở phía Đông. Khoảng 20% dân không sinh ra tại Greenland và 88% người có quốc tịch Greenland, họ thường ở trong các ngôi nhà truyền thống đầy màu sắc sặc sỡ từ gỗ ép (plywood) vận chuyển từ Đan Mạch tới Nuuk và các thị trấn khác ở Greenland như Sisimiut, Ilulissat, Qaqortoq,...Qua các tuyến hàng không Air Greenland và các tàu thủy ở các cảng của Greenland là những phương tiện vận chuyển duy nhất giữa Greenland và Đan Mạch.
Nhiều tên họ Đức như Fleischer, Kleist, Kreutzmann v.v... xuất xứ từ các nhà truyền giáo thuộc giáo phái Moravia. Các người này thường kết hôn với các phụ nữ Inuit hoặc nhận các con nuôi là các trẻ em người Inuit mồ côi.

## Giáo dục
Hiện nay Greenland có 86 trường folkeskole (từ lớp 1 tới hết lớp 9) với khoảng 9.000 học sinh theo học. Có 3 trường gymnasium (từ lớp 10 tới hết lớp 12), 1 trường sư phạm và 1 đại học. Cũng có một số sinh viên theo học tại các đại học và cao đẳng ở Đan Mạch.
Ngôn ngữ chính dùng để giảng dạy là tiếng Greenland. Nội các tự trị lãnh trách nhiệm về giáo dục từ năm 1980.

## Tôn giáo

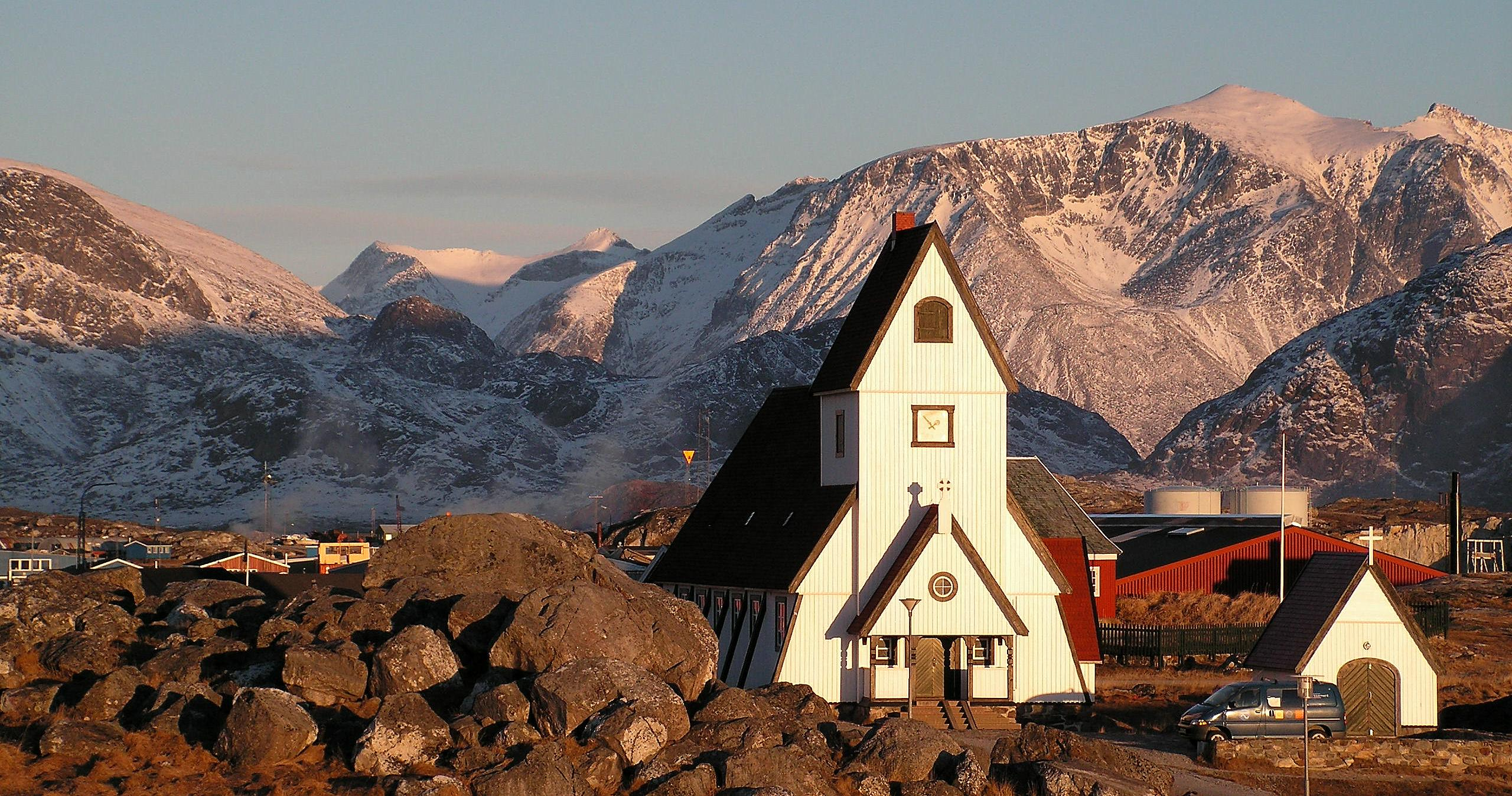
Đa số các làng ở Greenland đều có một nhà thờ, chẳng hạn ở Nanortalik.

96,6% người Greenland theo đạo Tin Lành giáo hội Luther. Từ năm 1993, Greenland có một giáo phận độc lập, do một Giám mục cai quản. Cũng có các cộng đoàn nhỏ các tôn giáo khác, như Công giáo, giáo phái Baptist, giáo phái Moravia, chứng nhân Jehova và đạo Bahai, chiếm khoảng 5% dân số.

## Giao thông
Hầu như không thành phố và thôn làng nào có hệ thống đường sá nối với nhau, nên phương tiện chuyên chở duy nhất là máy bay, nhất là máy bay trực thăng, và tàu thủy. Ở một số khu vực là xe do chó kéo và xe scooter đi trên tuyết (tiếng Anh: snowmobile). Các tàu thủy hiện đại nối các thành phố phía Bắc với các thành phố phía Nam. Việc giao thông ở miền Đông chỉ thực hiện bằng máy bay và trực thăng.
Greenland có hải cảng ở 16 thành phố, cầu cập bến cho tàu và tàu đánh cá ở 60 thôn làng. Có 12 phi trường, 5 sân bay trực thăng và 42 trạm trực thăng.

## Văn hoá

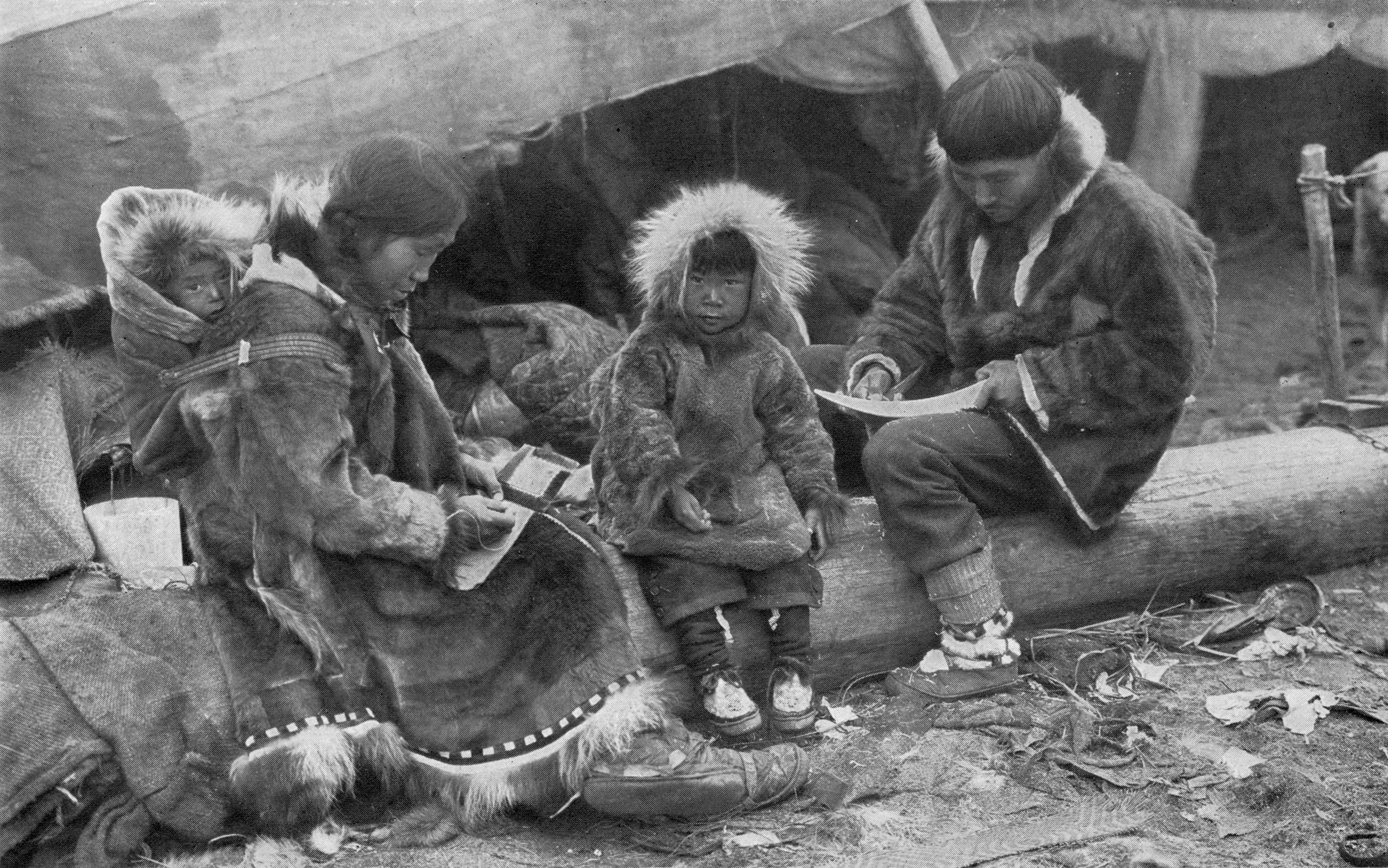
Một gia đình người Inuit ở Greenland năm 1917.

## Thể thao
Bóng đá là môn thể thao quốc gia ở Greenland, nhưng Greenland không phải là một thành viên của FIFA. Các quy định của FIFA bắt buộc rằng các nước thành viên tối thiểu phải có các sân bãi tiêu chuẩn cho các trận đấu quốc tế, sử dụng cỏ tự nhiên. Khí hậu của Greenland không thích hợp để có được mặt cỏ tự nhiên đạt yêu cầu của FIFA. Gần đây FIFA đã thông báo rằng họ sẽ cho phép các đội bóng chơi trên sân FieldTurf, đây có thể là một giải pháp giải quyết vấn đề sân đấu cho Greenland.